# Carib Brewery
Die Carib Brewery Ltd. ist eine trinidadische Brauerei mit Sitz in Champs Fleurs. Die Firma gehört zu ANSA McAL, einer trinidadischen Investmentgesellschaft. Die in der Karibik, den Vereinigten Staaten und Indien tätige Brauerei produziert unter anderem die beiden umsatzstärksten Biere Trinidads, Carib und Stag.

## Geschichte

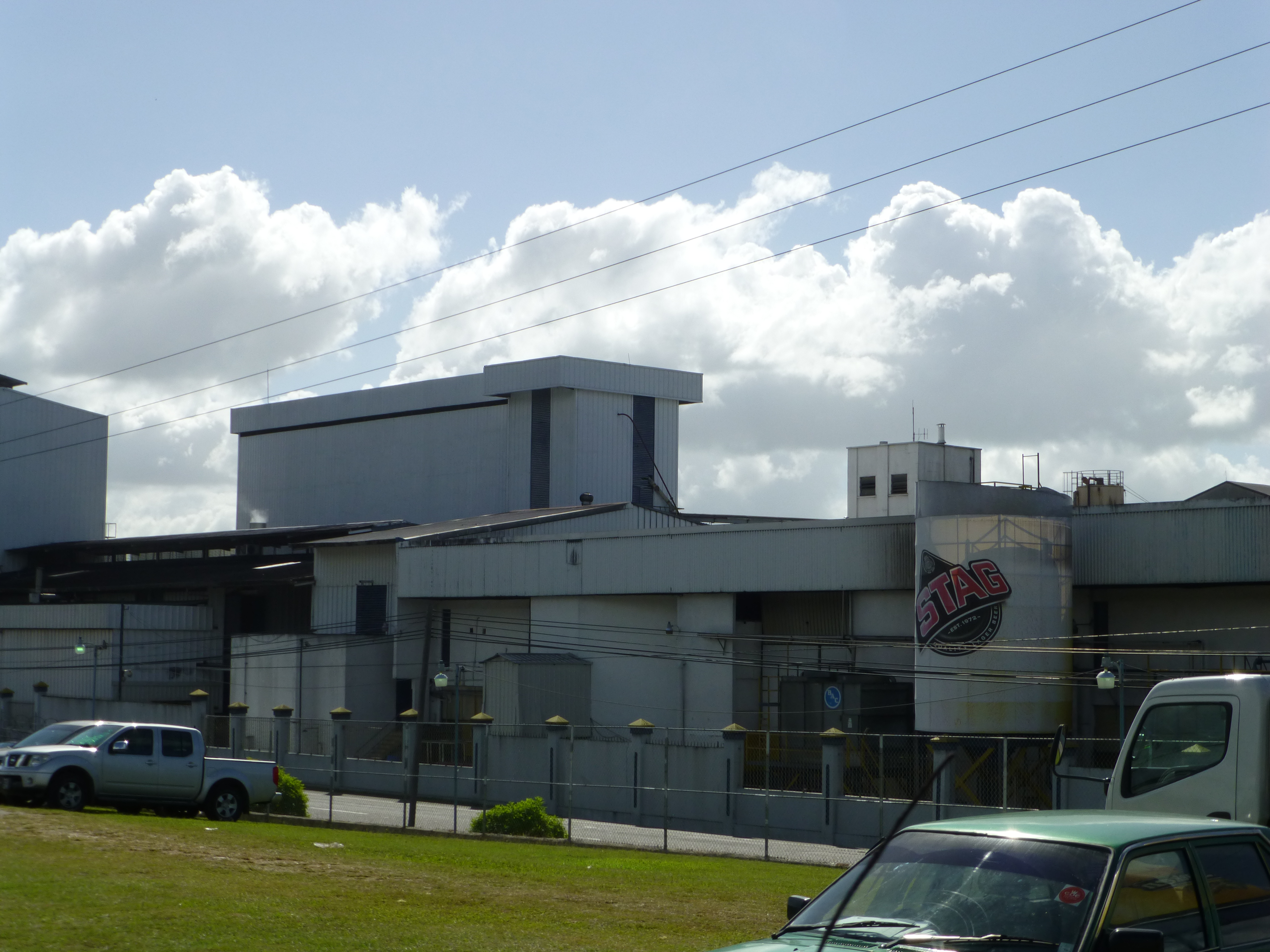
Das Brauereigebäude in Champs Fleurs

Um die Abhängigkeit Trinidads vom Zuckeran- und Ölabbau zu verringern, wurde 1947 auf Betreiben von Sir Gerald Wight die Caribbean Development Company Limited (CDC) gegründet. Im September 1950 kam das erste trinidianische Bier, Carib Lager, auf den Markt. Das Bier ist auch heute noch erhältlich, wird in großen Teilen der Karibik verkauft und ist Marktführer in Trinidad. 1955 wurde die CDC in die Carib Brewery Ltd. mit zunächst 7 Angestellten und die Carib Glassworks Ltd aufgeteilt. Durch Zukäufe erlangte Carib 1957 das Monopol für Bierherstellung in Trinidad. In den 1970er-Jahren expandierte Carib und erhöhte seinen Ausstoß auf 250.000 Hektoliter pro Jahr. 1973 wurde mit Malta Carib, einem Malzbier, das erste nichtalkoholische Getränk auf den Markt gebracht. 1985 folgte mit Shandy Carib das erste Biermischgetränk. 1987 wurde das Equipment durch die Steinecker Maschinenfabrik modernisiert, so dass erstmals die Ausstoßmarke von 1.000.000 Hektoliter pro Jahr übertroffen wurde. In der Folgezeit wurde das Getränkegeschäft internationalisiert. Einerseits wurden für Trinidad und Tobago Distributions- und Lizenzierungsverträge mit ausländischen Getränkeproduzenten wie Diageo oder InBev abgeschlossen. Andererseits wurde mit dem Export der Eigenmarken ins Ausland begonnen. Hierfür wurden auch neue Produktionsstandorte gegründet: Seit 1997 existiert die Carib Brewery St. Kitts und Nevis, seit 2002 die Carib Brewery Grenada. 2015 wurde mit Carib Radler ein weiteres Biermischgetränk auf den Markt gebracht, 2018 die Shandy-Carib-Geschmacksrichtung Portugal (eine lokale Variante der Tangerine).
2016 kaufte ANSA McAL die US-amerikanische Brauerei Florida Beer Company mit Sitz in Cape Canaveral. Florida Beer wurde zunächst als eigene Marke weitergeführt, im Juni 2021 jedoch eingestellt; seitdem werden in Cape Canaveral die Marken der Carib Brewery und das Craftbeer Hurricane Reef produziert. Ende 2024 expandierte das Unternehmen nach Indien und produziert dort im Rahmen eines Joint-Ventures mit dem indischen Spirituosenherstellers Globus Spirits Bier.

## Produkte

### Biere
- Carib, ein Lager mit 5,2 % Alkoholgehalt. Silbermedaille in der Kategorie European-Style Low-Alcohol Lager beim World Beer Cup 2000.[6]
- Carib Pilsner Light, ein Pils mit 4 % Alkoholgehalt.
- Guinness Foreign Extra Stout, ein Starkbier mit 7 % Alkoholgehalt, Lizenzabfüllung für Diageo.
- Heineken, ein Lager mit 5,0 % Alkoholgehalt, Lizenzabfüllung für Heineken
- Heineken 0.0, ein alkoholfreies Bier, Lizenzabfüllung für Heineken
- Heineken Light, ein Leichtbier mit 3,3 % Alkoholgehalt, Lizenzabfüllung für Heineken
- Hurricane Reef, ein IPA mit 6,5 % Alkoholgehalt, gebraut von Carib USA
- Mackeson Triple Stout, ein Sweet Stout mit 4,9 % Alkoholgehalt, Lizenzabfüllung für InBev.
- Malta Carib, ein Malzbier.
- Pola Beer, ein Lagerbier mit 5 % Alkoholgehalt.
- Royal Extra Stout, ein Starkbier mit 6,6 % Alkoholgehalt, dem Karamell zugesetzt wird.
- Shandy Carib, ein Biermischgetränk in den vier Geschmacksrichtungen Limette, Ingwer, Tangerine und Roselle.
- Smalta, ein Malzbier.
- Stag, ein Lagerbier mit 5,5 % Alkoholgehalt. Goldmedaille in der Kategorie European-Style Low-Alcohol Lager beim World Beer Cup 2000.[6]

### Andere Getränke
- Caribe, Cider in den Geschmacksrichtungen „Original“, Ananas und Rosé
- Ginseng Up, ein Erfrischungsgetränk aus Ginseng-Extrakten und Fruchtaromen in den Geschmacksrichtungen „Original“, Zitrone/Limette, Kola Champagne, Apfel, Traube und Moosbeere
- Rockstone Tonic Wine, ein Likörwein[7]
- Smirnoff Ice, ein Wodka-Mixgetränk, Lizenzabfüllung für Diageo

### Ehemalige Produkte
- Carib Radler, ein Biermischgetränk mit 2,0 % Alkoholgehalt, das gelegentlich noch saisonal angeboten wird

### Galerie

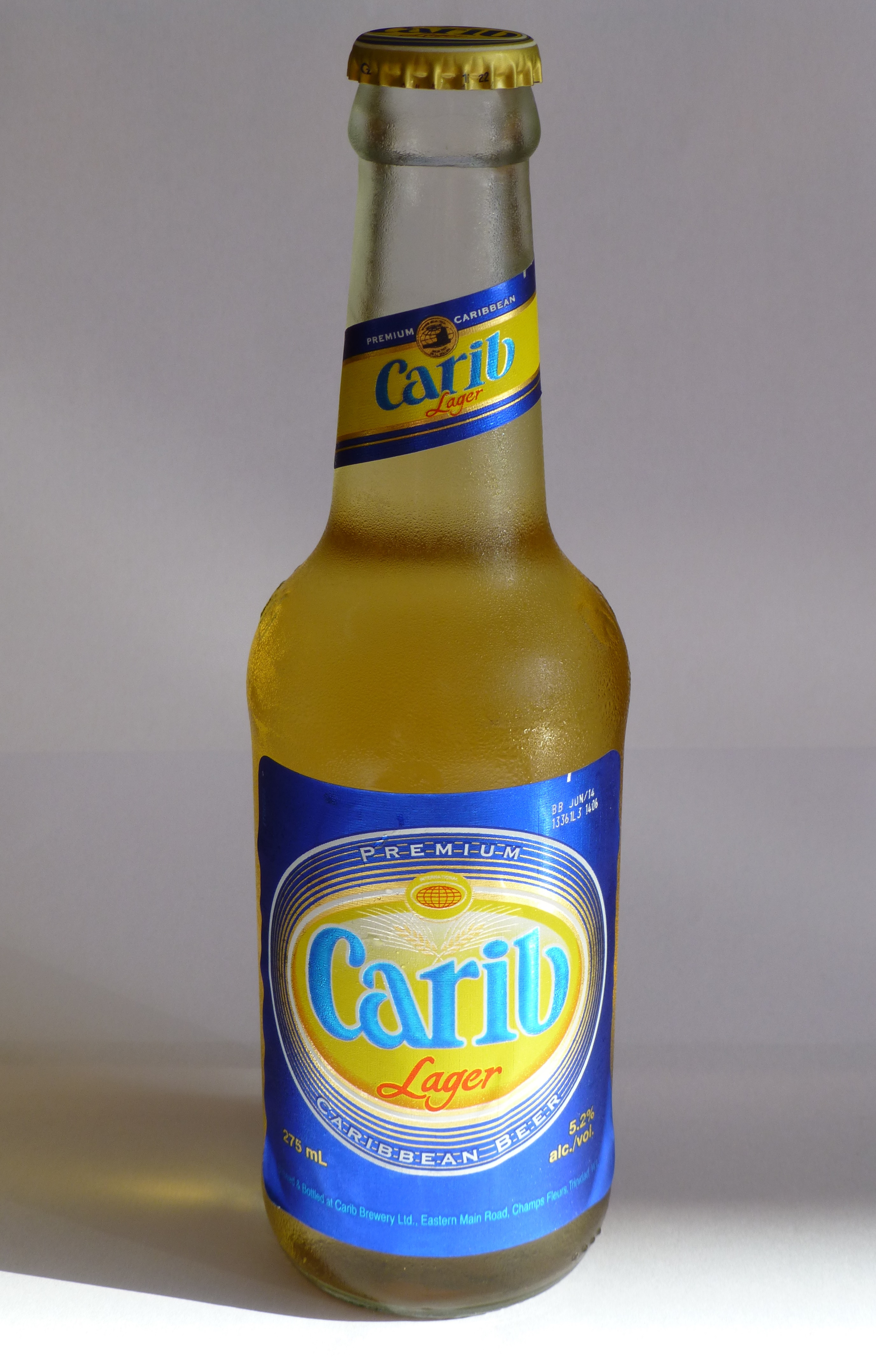
Carib
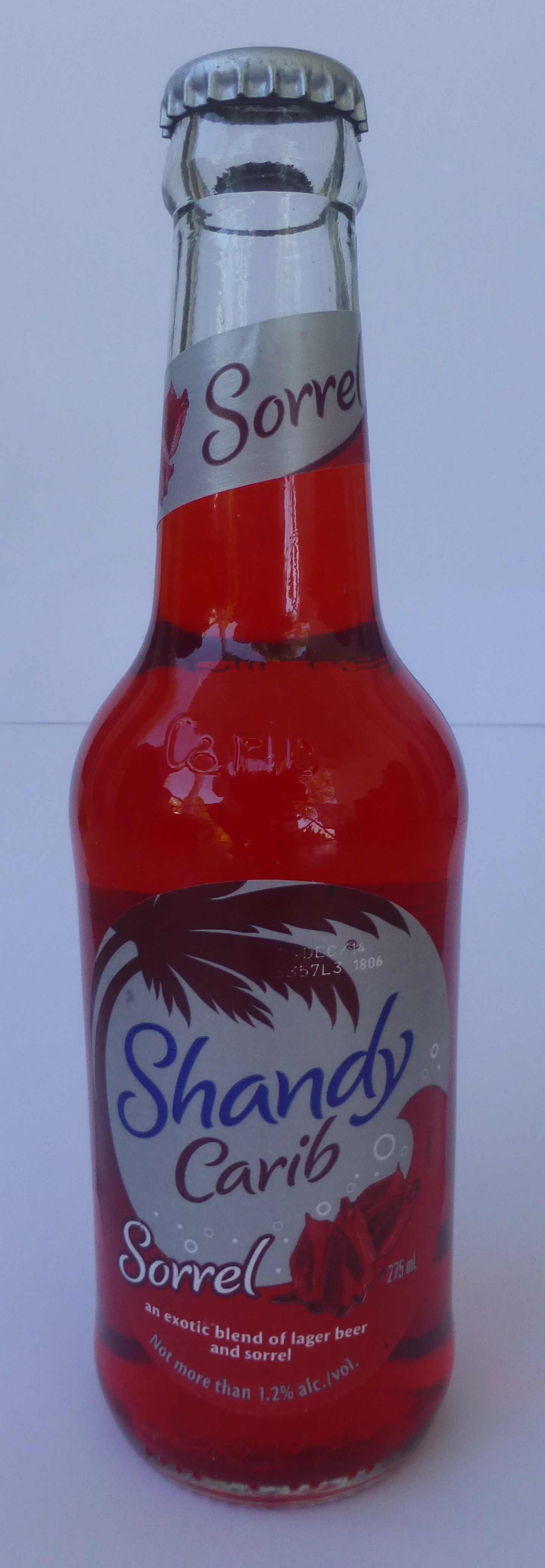
Carib Shandy Roselle
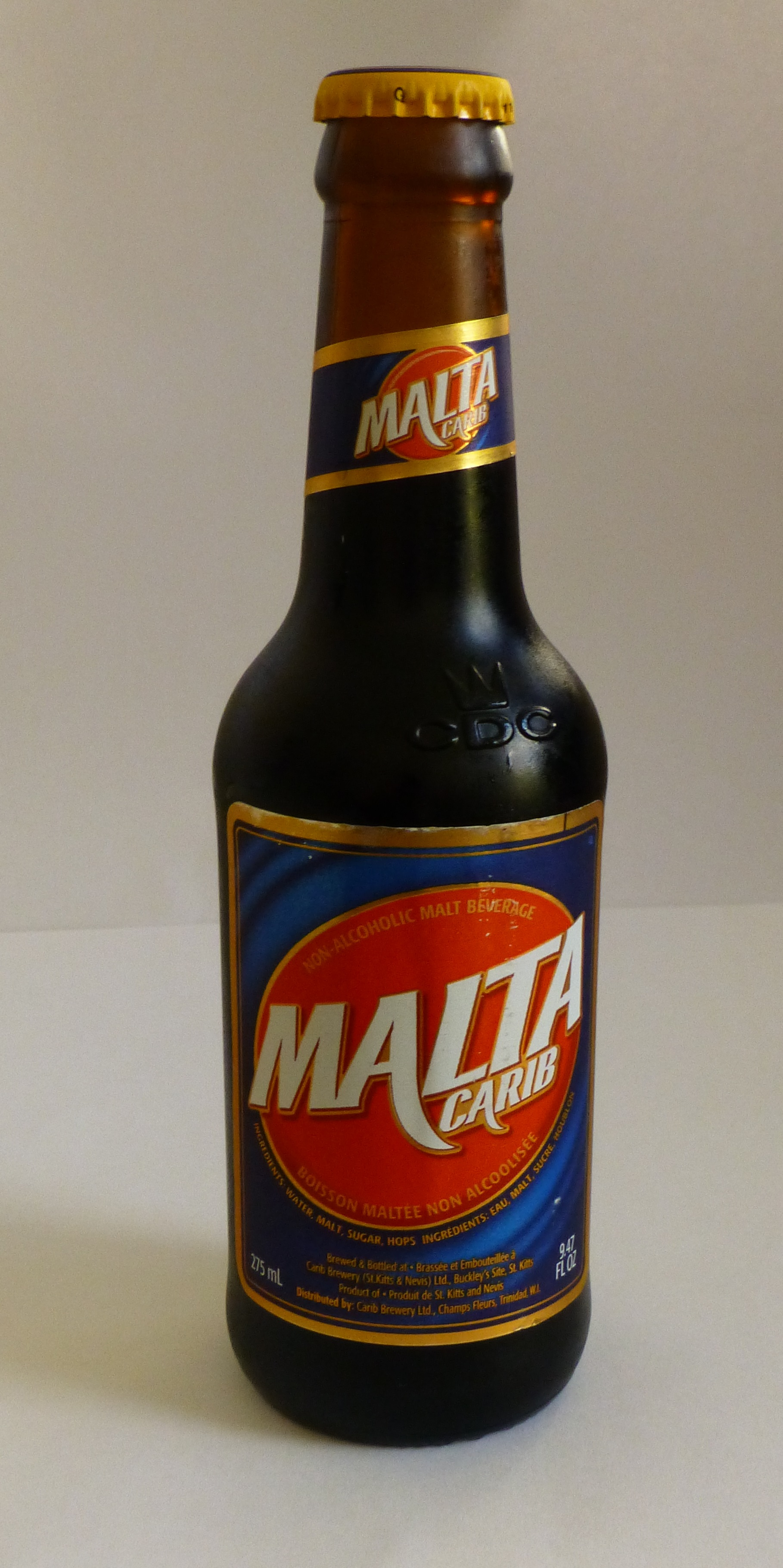
Malta Carib
Stag
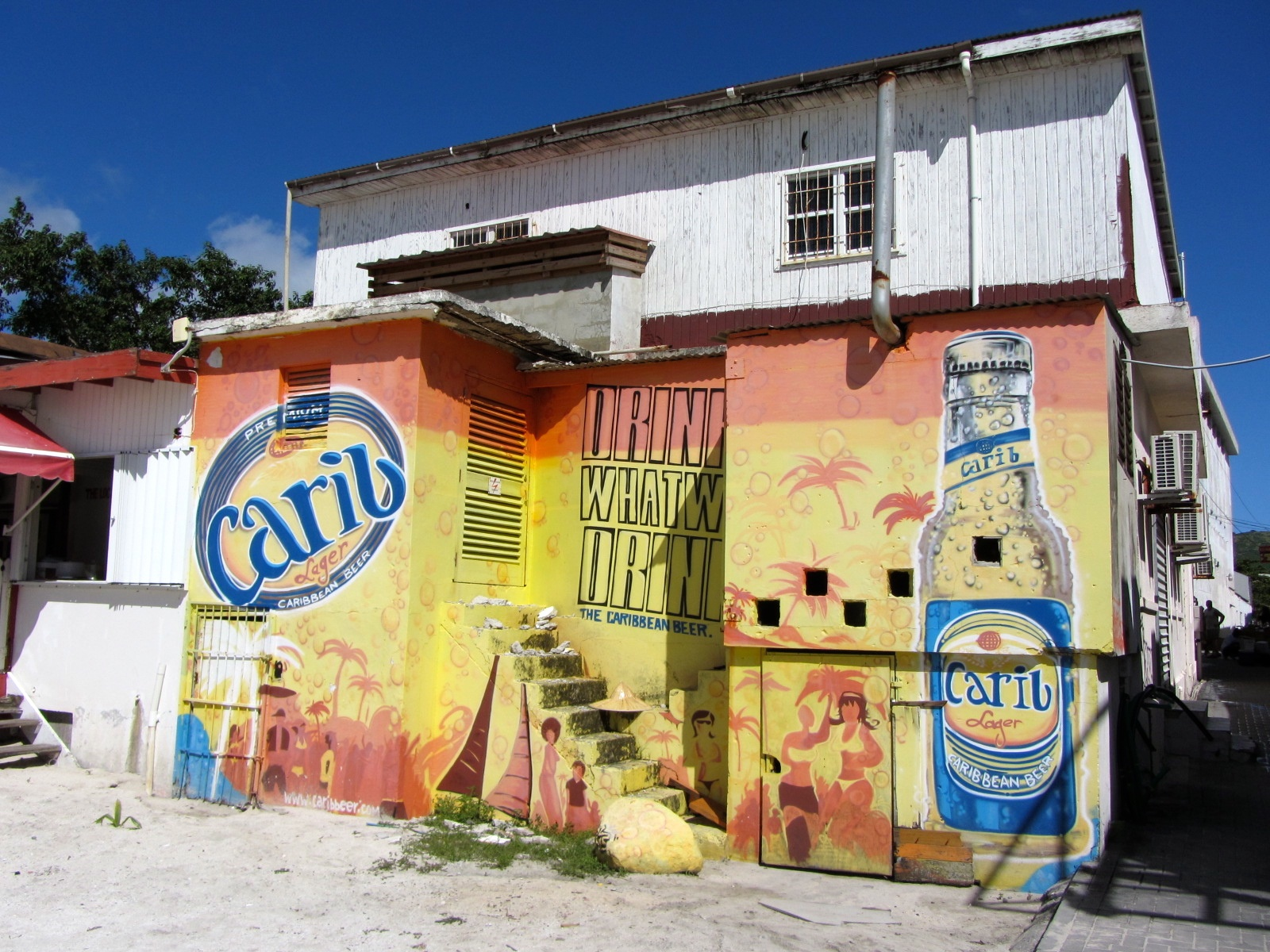
Werbung für Carib Beer in Sint Maarten

## Sponsoring
Von 2005 bis 2008 sponserte Carib ein Cricketturnier des West Indies Cricket Board (WICB), die Carib Beer International Challenge. In den 2010er-Jahren sponserte die Brauerei das Great Race, ein seit 1969 jährlich ausgetragenes Motorbootrennen zwischen Trinidad und Tobago.